# Mundo Novo (Mato Grosso do Sul)
Mundo Novo – miasto i gmina w Brazylii, w stanie Mato Grosso do Sul.